# Mohamed Daf
Mohamed Daf (ur. 10 marca 1994) – piłkarz senegalski grający na pozycji defensywnego pomocnika.

## Kariera klubowa
Swoją karierę piłkarską Daf rozpoczął w klubie RSC Anderlecht. Trenował w szkółce piłkarskiej tego klubu, a w sezonie 2012/2013 był członkiem pierwszego zespołu, jednak nie zadebiutował w nim. Latem 2013 roku podpisał kontrakt z Royalem Charleroi. Swój debiut w lidze belgijskiej zaliczył 26 lipca 2013 w przegranym 0:2 wyjazdowym meczu z Club Brugge. W sezonie 2015/2016 grał w Royal White Star Bruxelles, a latem 2016 przeszedł do Boavisty. W 2017 grał w GD Gafanha.
| Sezon   | Klub                       | Kraj       | Rozgrywki       | Mecze | Bramki |
| ------- | -------------------------- | ---------- | --------------- | ----- | ------ |
| 2012/13 | RSC Anderlecht             | Belgia     | Eerste klasse   | 0     | 0      |
| 2013/14 | Royal Charleroi            | Belgia     | Eerste klasse   | 19    | 2      |
| 2014/15 | Royal Charleroi            | Belgia     | Eerste klasse   | 1     | 0      |
| 2015/16 | Royal White Star Bruxelles | Belgia     | Tweede klasse   | 15    | 2      |
| 2016/17 | Boavista FC                | Portugalia | Primeira Liga   | 0     | 0      |
| 2016/17 | GD Gafanha                 | Portugalia | Segunda Divisão | 9     | 0      |

## Kariera reprezentacyjna
W reprezentacji Senegalu Daf zadebiutował 31 maja 2014 roku w zremisowanym 2:2 towarzyskim meczu z Kolumbią, rozegranym w Buenos Aires.